# Ненецки автономен окръг
Ненецки автономен окръг е самостоятелен субект на Руската Федерация, разположен на територията на Северозападния федерален окръг и влизащ в състава на Архангелска област. Площ 176 802 km2 (49-о място по големина в Руската федерация, 1,03% от нейната площ и 30,15% от територията на Архангелска област). Население на 1 януари 2018 г. 43 997 души (85-о, последно място по броя на жителите си в Руската федерация, 0,03% от нейното население). Административен център град Нарян Мар. Разстояние от Архангелск до Нарян Мар 1097 km. Разстояние от Москва до Нарян Мар 2230 km.

## Историческа справка
До 1929 г. територията на сегашния Ненецки автономен окръг влиза в състава на Архангелска губерния. На 15 юли 1929 г. е образуван Ненецки окръг, в състава Северния край, като през 1930 г. е преобразуван в Ненецки национален окръг, а през 1977 г. – в Ненецки автономен окръг. Единственият град в окръга Нарян Мар е признат за такъв през 1935 г.

## Географска характеристика

### Географско положение, граници, големина
Ненецкия автономен окръг е разположен в североизточната част на Архангелска област и в крайната североизточна част на Европейска Русия и Източноевропейската равнина. На изток граничи с Ямало-Ненецкия автономен окръг на Тюменска област, на юг – с Република Коми, на югозапад – със същинската територия на Архангелска област, а на север се мие от водите на Бяло, Баренцево и Карско море. В тези си граници заема площ от 176 802 km2 (49-о място по големина в Руската федерация, 1,03% от нейната площ и 30,15% от територията на Архангелска област).

### Релеф
Релефът е предимно равнинен, като се открояват няколко древни силно разрушени полупланински възвишения. Канин Камен (242 m), северните разклонения на Тимански кряж (Космински Камен 301 m) и хребета Пай Хой в крайния североизток с височина 300 – 400 m. Максимална височина връх Мореиз 467 m. Западните участъци на Канинската и Малоземелската тундра са плоски и силно заблатени равнини, а територията на изток от долното течение на река Печора – Болшеземелската тундра е малко по-високо над морското равнище, по-слабо заблатена и в нейните предели има множество моренни възвишения и хълмове.

### Климат
Климатът е суров, като средната януарска температура е от -12 °C на югозапад до -22 °C на североизток, а средната юлска съответно от 13 °C до 6 °C. Годишната сума на валежите е 280 – 420 mm, като около 70% от тях падат през топлия сезон. Широко е разпространена вечно замръзналата почва. Вегетационния период (минимална денонощна температура 5 °C) е от 72 до 110 денонощия.

### Води
По територията на окръга протичат 1854 реки (с дължина над km) с обща дължина 47 144 km. По-голямата част от Ненецкия автономен окръг принадлежи към водосборния басейн на Баренцево море, крайните западни райони – към водосборния басейн на Бяло море, а крайния изток – към водосборния басейн на Карско море. На протежение от 220 km в пределите на окръга преминава най-долното течение на река Печора, вливаща се в Баренцево море, която в този си участък е достъпна за големи морски съдове. Нейни основни притоци са Сула, Шапкина и Адзва и Колва (десни притоци на Уса, която е десен приток на Печора). Към водосборния басейн на Баренцево море принадлежат още реките Вижас, Ома, Пьоша, Индига, Чорная, Коротаиха и др. Към водосборния басейн на Бяло море принадлежат малки и къси реки протичащи по полуостров Канин, а към водосборния басейн на Карско море – река Кара. Реките в окръга са с предимно равнинен характер. Имат смесено подхранване с преобладаване на снежното (до 75%). Речният им режим се характеризира с високо пролетно пълноводие, лятно-есенно маловодие, нарушавано от епизодични прииждания в резултата от поройни дъждове и ясно изразено зимно маловодие. Продължителността на заледяването на реките съставлява 7-8 месеца, а много от по-малките реки замръзват до дъно.
В Ненецкия автономен окръг има над 160 хил. езера с обща площ над 6200 km2, като около 106 хил. от тях са по-големи от 10 дка. Множество от малките тундрови реки и малки езера, много често се обединяват в система чрез къси протоци и образуват т.нар. „виски“ (Вашуткини езера). Голяма част от езерата в региона са с термокарстов произход и са разположени в Болшеземелската и Малоземелската тундра. Голямо разпространение имат и крайречните (старици) и лагунните езера, намиращи се основно по долината на Печора. Най-големите езера в окръга са: Голодная Губа, Урдюжко, Песчанка-То и Пилня. Блатата и заблатените земи заемат 33 818 km2, което съставлява 19,13% от територията на Ненецкия автономен окръг.

### Почви, растителност, животински свят
Основните почвени видове са тундрово-торфените и торфено-глинестите почви, а на югозапад се срещат и глинесто-подзолисти почви. Над 3/4 от територията на окръга е разположена в зоната на тундрата, където преобладават мъховите и тревисто-мъховите растителни съобщества, а по долините на реките – гъсти храсталаци от тундрова върба (ива). Крайните южни и югозападни части попадат в зоната на лесотундрата и северната тайга. По заливните тераси на реките и в делтата на Печора има обширни пасища, на които пасат големи стада северни елени. Животинския свят е представен от песец, лисица, хермелин, тундрови и бели гъски, лебеди и патици, а реките и крайбрежните води на моретата са богати на различни видове риби.

## Население
На 1 януари 2018 г. населението на Ненецкия автономен окръг наброява 43 997 души (85-о, последно място по броя на жителите си в Руската федерация, 0,03% от нейното население). При преброяването на населението на Руската федерация през 2010 г. етническият състав на окръга е бил следния: руснаци 26 648 души (63,31%), ненци 7504 (17,83%), коми 3623 (8,61%), украинци 987 (2,34%). На територията на окръга има още 68 етнически групи, а около 658 (1,6%) души не са посочили своята етническа принадлежност.

## Административно-териториално деление
В административно-териториално отношение Ненецкия автономен окръг се дели на 1 окръжен градски окръг, 1 муниципален район, 1 град с областно подчинение (Нарян Мар) и 1 селище от градски тип.
| Административна единица | Площ (km2) | Население (2018 г.) | Административен център | Население (2018 г.) | Разстояние до Нарян Мар (в km) | Други градове и сгт с районно подчинение |
| ----------------------- | ---------- | ------------------- | ---------------------- | ------------------- | ------------------------------ | ---------------------------------------- |
| Окръжни градски окръзи  |            |                     |                        |                     |                                |                                          |
| 1. Нарян Мар            | 45         | 24 654              | гр. Нарян Мар          | 24 654              |                                |                                          |
| Муниципални райони      |            |                     |                        |                     |                                |                                          |
| 1. Заполярни            | 176 757    | 19 283              | сгт Искателей          | 7178                | 4                              |                                          |

|  | Тази страница частично или изцяло представлява превод на страницата „Административно-территориальное деление Ненецкого автономного округа“ в Уикипедия на руски. Оригиналният текст, както и този превод, са защитени от Лиценза „Криейтив Комънс – Признание – Споделяне на споделеното“, а за съдържание, създадено преди юни 2009 година – от Лиценза за свободна документация на ГНУ. Прегледайте историята на редакциите на оригиналната страница, както и на преводната страница, за да видите списъка на съавторите. ВАЖНО: Този шаблон се отнася единствено до авторските права върху съдържанието на статията. Добавянето му не отменя изискването да се посочват конкретни източници на твърденията, които да бъдат благонадеждни. |